# San Sebastiano Curone
San Sebastiano Curone es una localidad y comune italiana de la provincia de Alessandria, región de Piamonte, con 596 habitantes.

## Evolución demográfica
| Gráfica de evolución demográfica de San Sebastiano Curone entre 1861 y 2001 |
|                                                                             |
| Fuente ISTAT - elaboración gráfica de Wikipedia                             |